# Томпсон, Майо
Майо Томпсон (англ. Mayo Thompson, род. 26 февраля 1944, Хьюстон, штат Техас) - американский музыкант и художник, наиболее известный как лидер экспериментальной рок-группы Red Krayola.
В 1970 году Томпсон выпустил музыкальный альбом под названием «Corky's debt to his father», который затем был переиздан 2 раза. Он был записан совместно со студийными музыкантами и состоял из 10 лирических песен. Этот альбом считают жемчужиной раннего периода  группы Red Crayola. В начале 1970-х годов Майо Томпсон жил в Нью-Йорке, где был помощником Роберта Раушенберга, а затем переехал в Лондон и присоединился к художественной группе концептуальных художников Искусство и язык.
Он работал с Rough Trade Records в начале их карьеры, вместе с Джеффом Трэвисом, который попросил его продюсировать некоторые пластинки.  Он работал с таким влиятельным, но начинающим группам, как The Fall, Stiff Little Fingers, The Raincoats, Cabaret Voltaire, Kleenex и др. В 1980-х годах он был членом американской авангардной рок-группы Pere Ubu.
Майо Томпсон также был искусствоведом и с 1994 по 2008 год. Он преподавал в  Колледже искусства и дизайна в Пасадине, штате Калифорния, где и живёт с 2009 года.
В 2012 году The Red Krayola участвовала в биеннале Музея американского искусства Уитни, где выступила с концертом и представила свою инсталляцию. С 8 октября по 7 ноября 2015 года в галерее Greene Naftali в Нью-Йорке проходила выставка произведений изобразительного искусства Майо Томпсона (рисунки начала 70-х годов, последние картины, написанные на бумаге и скульптура).